# Metamodel del llenguatge
Metamodel del llenguatge o simplement metamodel és com la PNL anomena a un conjunt de preguntes sistematitzades per a permetre reunir informació que permetin una bona comunicació lingüística, especialment d'experiències, ja que estudia les representacions mentals de sensacions inicials que han suscitat una expressió verbal determinada.
Aquest nom en anglès està inspirat en el llenguatge de programació usat a la programació informàtica, per exemple. Pretén ser en certa manera un metallenguatge. La PNL defineix el metamodel com un model lingüístic basat en el treball dels seus creadors, el Noam Chomsky i l'Alfred Korzybsky.
El metamodel de la PNL consta de dotze tipus d'expressions semàntiques poc clares i com resoldre el defecte de comunicació de cada una a través d'una pregunta clau. Aquests casos s'agrupen en omissions, generalitzacions i distorsions.

## Omissions
Les omissions o eliminacions fan referència a informació necessària que no es dona, de manera que l'altre la pot interpretar de manera diferent. Aquest grup de preguntes cerquen aclarir informació, especificar amb més exactitud i explicitat la manera de representar-se les coses (el "mapa", per a la PNL) de l'altra persona.
- Omissió simple: falta un element. Per exemple a "estic emprenyat", per què? què ho fa? o amb qui? què ha passat? pel que fa a què?
- Omissió comparativa: desapareix una de les parts d'una comparació. Cal identificar amb què es compara, especificar el criteri de comparació. Per exemple a "el millor és que no facis res", millor que què específicament? que fer què? potser se li acudeix una cosa a fer que serà bona, potser només hi ha una cosa considerada dolenta (ho és?) que es pugui fer.
- Subjecte o complement no especificat: no concreta quines persones ho fan o a quines afecta, evita dir les coses pel seu nom, usant "allò", "això" o coses semblants. Exemple "porta'm allò d'allà" o també "la gent és barroera", quina gent? tothom? qui específicament?
- Verb inespecífic: l'acció no està ben definida, o hi ha detalls de l'acció o una relació que no ho són.
- Nominalització: porta una acció distorsionada com si fos una cosa, novament a accionar, perdent informació en fer-ho. Per exemple, "tinc una mancança en la meva feina", què és el que manca en concret?
- Judici de valor: es fa un judici de valor sense esmentar què fa que es consideri bé o malament, ni segons qui ni com s'arriba a aquesta idea. S'hauria d'identificar qui ho diu, que hagi de ser bo o dolent, o d'on ve la idea, i el criteri, basant-se en el fet que, per a emetre el judici. Per exemple, "no està bé negar les pròpies emocions", per a qui no està bé? per què? basant-se en què?

## Generalitzacions
- Generalització exagerada: ús d'extrems del tipus sempre, mai, tothom, ningú, tot, gens, etc. cal trobar contraexemples. Per exemple, "mai trobaré algú com ella".
- Regles en el comportament: ús d'expressions de necessitat com haig de, he de, cal que, no haig de, etc. Segons qui exacatment? per a qui? en quines circumstàncies? Cal trobar les conseqüències de la regla. Per exemple, "haig de ser guapa".
- Límits en el comportament: ús d'expressions de possibilitat com no puc, no podré, no sóc capaç, és impossible, no ho aconsegueixo, etc. Què t'ho impedeix específicament? Què passaria si...? Cal identificar la causa. Per exemple, "no podré passar l'examen".

## Distorsions
- Lectura mental: o actuar "interpretant", com si hom sabés el que pensa l'altre. T'ho ha dit? Com ho saps? Quines dades t'ho confirmen? es poden interpretar altrament? Cal identificar el criteri o la font d'informació. Per exemple, "em troba lleig".
- Falsa causalitat: dues situacions o experiències lligades per una relació causa-efecte només a la ment de la persona que ho diu. Es pot considerar una generalització. Com es dona específicament aquesta causalitat? què provoca què exactament? a través de què? cal separar els dos elements i fer a la persona adonar-se que és ella qui estableix la relació directa entre ells. Per exemple, "el seu to de veu em molesta", què et molesta del seu to de veu? per què? com et molesta específicament?
- Suposicions: o creences pròpies projectades als altres, paranys del llenguatge (pregunta perquè, alternatives falses). Es diu una cosa pressuposant una altra. Per exemple, "per què no somrius més?" es pot entendre com que no somric prou; o "vindràs ara o després de dinar?" es pot entendre com que m'obliga a anar-hi avui.